# Танго (фламенко)
Та́нго (исп. tango) — жанр фламенко, имеющий большое сходство с румбой. В основном танго исполняется в конце тьенто. Ритмический рисунок (compás и llamada) данного стиля совпадает с ритмом фарруки и обладает такой же живостью. Танго обычно исполняется во фригийском ладу. Национальный испанский танец. А в основе возникновения лежит народное искусство.
Танго отличается от румбы прежде всего гитарной игрой. В румбе мелодия более свободная, чем в танго, где сильные доли (2, 3 и 4) должны быть чётко выражены.
Танго фламенко лишь косвенно связано с аргентинским танго. Возможно, сходство объясняется наличием общего предка. Кроме того, и тот и другой танцы имеют двухдольный метр (исп. compás binario). Тот факт, что аргентинское танго — один из первых парных танцев на американском континенте, позволил утверждать, что оба танца — танго фламенко и аргентинское танго — произошли от европейских танцев в стиле менуэта.
Характерные движения
Этому жанру присуща выразительная пластика рук, особенно кистей; дробь каблуками; резкие выпады и повороты; хлопки и прищелкивания пальцами.